# Dodge (Dakota del Norte)
Dodge es una ciudad ubicada en el condado de Dunn en el estado estadounidense de Dakota del Norte. En el censo de 2010 tenía una población de 87 habitantes y una densidad poblacional de 71,78 personas por km².

## Geografía
Dodge se encuentra ubicada en las coordenadas 47°18′19″N 102°12′9″O / 47.30528, -102.20250. Según la Oficina del Censo de los Estados Unidos, Dodge tiene una superficie total de 1.21 km², de la cual 1.21 km² corresponden a tierra firme y (0.21%) 0 km² es agua.

## Demografía
Según el censo de 2010, había 87 personas residiendo en Dodge. La densidad de población era de 71,78 hab./km². De los 87 habitantes, Dodge estaba compuesto por el 89.66% blancos, el 0% eran afroamericanos, el 9.2% eran amerindios, el 0% eran asiáticos, el 0% eran isleños del Pacífico, el 0% eran de otras razas y el 1.15% pertenecían a dos o más razas. Del total de la población el 1.15% eran hispanos o latinos de cualquier raza.